# Мураши
Мураши (на руски: Мураши) е град в Русия, административен център на Мурашински район, Кировска област. Населението на града към 1 януари 2018 е 6218 души.